# Chloridolum cyanipes
Chloridolum cyanipes är en skalbaggsart som beskrevs av Thomson 1865. Chloridolum cyanipes ingår i släktet Chloridolum och familjen långhorningar. Inga underarter finns listade i Catalogue of Life.